# Cornisa (diseño editorial)
En tipografía y diseño editorial, se conoce como cornisa, cabecera o encabezado de página, a un elemento textual, separado del cuerpo de texto y que aparece en el margen superior de la página.
Sirve para la localización dentro de una obra y puede estar acompañado del número de página. 
En la página par suele aparecer el título del libro y en la impar el título del capítulo, de la sección, el nombre del autor u otra referencia.